# فریب (فیلم ۲۰۰۵)
فریب (به هندی: Fareb) فیلمی محصول سال ۲۰۰۵ و به کارگردانی دیپاک تیجوری است. در این فیلم بازیگرانی همچون شیلپا شتی، شامیتا شتی، مانوج باجپایی، پارمیت ستهی، کلی دروجی و شاوار علی ایفای نقش کرده‌اند.